# Uitspanning

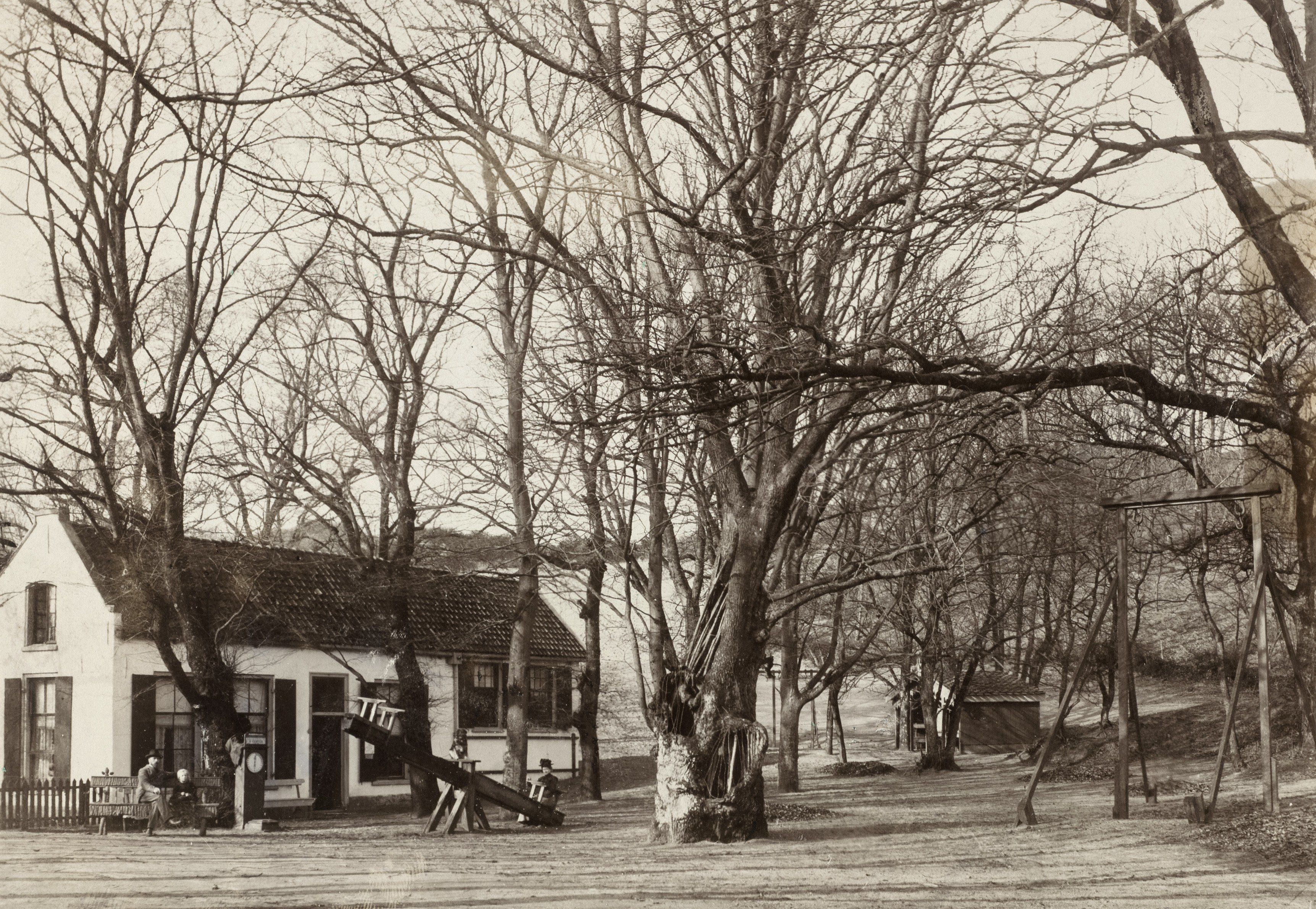
Kraantje Lek in Overveen, 1905

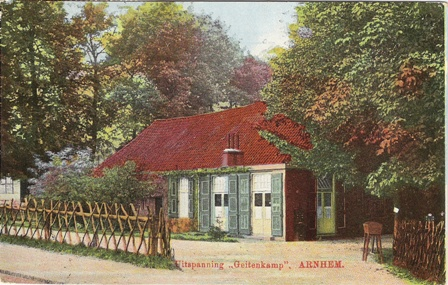
Uitspanning Geitenkamp, Arnhem, 1930

Een uitspanning (ook: afspanning en relais) is van oorsprong de plaats waar rijtuigen van frisse paarden werden voorzien. De gebruikte paarden werden uitgespannen om te kunnen uitrusten. Omdat dit enige tijd in beslag nam, bezaten veel uitspanningen een café met een gelegenheid om iets te eten en te drinken.
Het woord uitspanning wordt gebruikt voor plekken waar reizigers of toeristen kortere tijd verblijven, meestal tijdens een uitstapje. Veel uitspanningen hebben extra faciliteiten, zoals een speeltuin voor de kinderen. Deze speeltuinen groeiden vaak uit tot de voornaamste attractie.

## Doorrit
Het verwisselen van de paarden gebeurde vaak onder dak. Om dat te vergemakkelijken hadden de uitspanningen vaak een even grote voor- als achteruitgang, groot genoeg voor paard en wagen. Dit soort uitspanningen werd – met name in het noorden van Nederland – doorrit genoemd, omdat de koets door het gebouw reed.

## Afbeeldingen

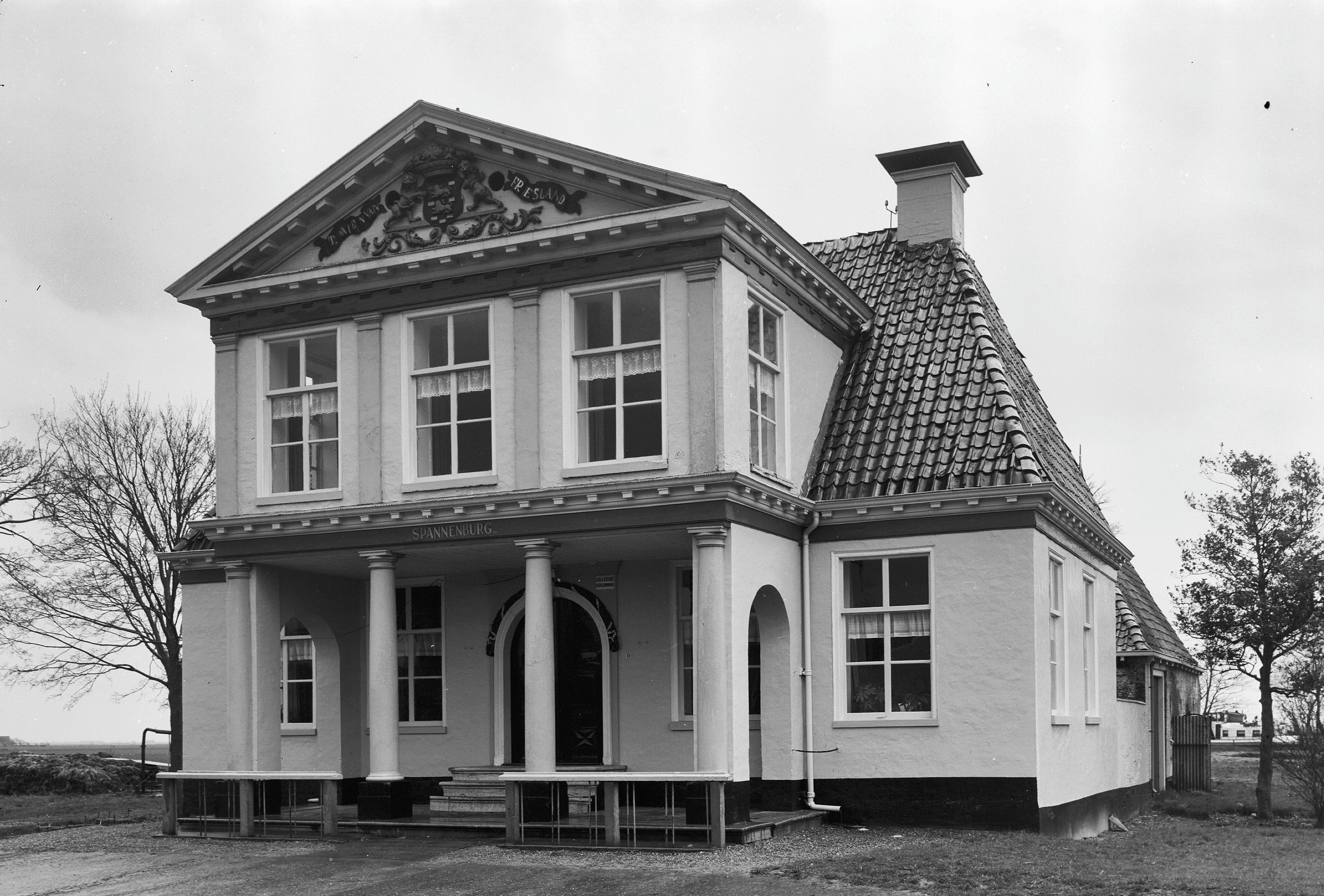
Uitspanning in Tjerkgaast
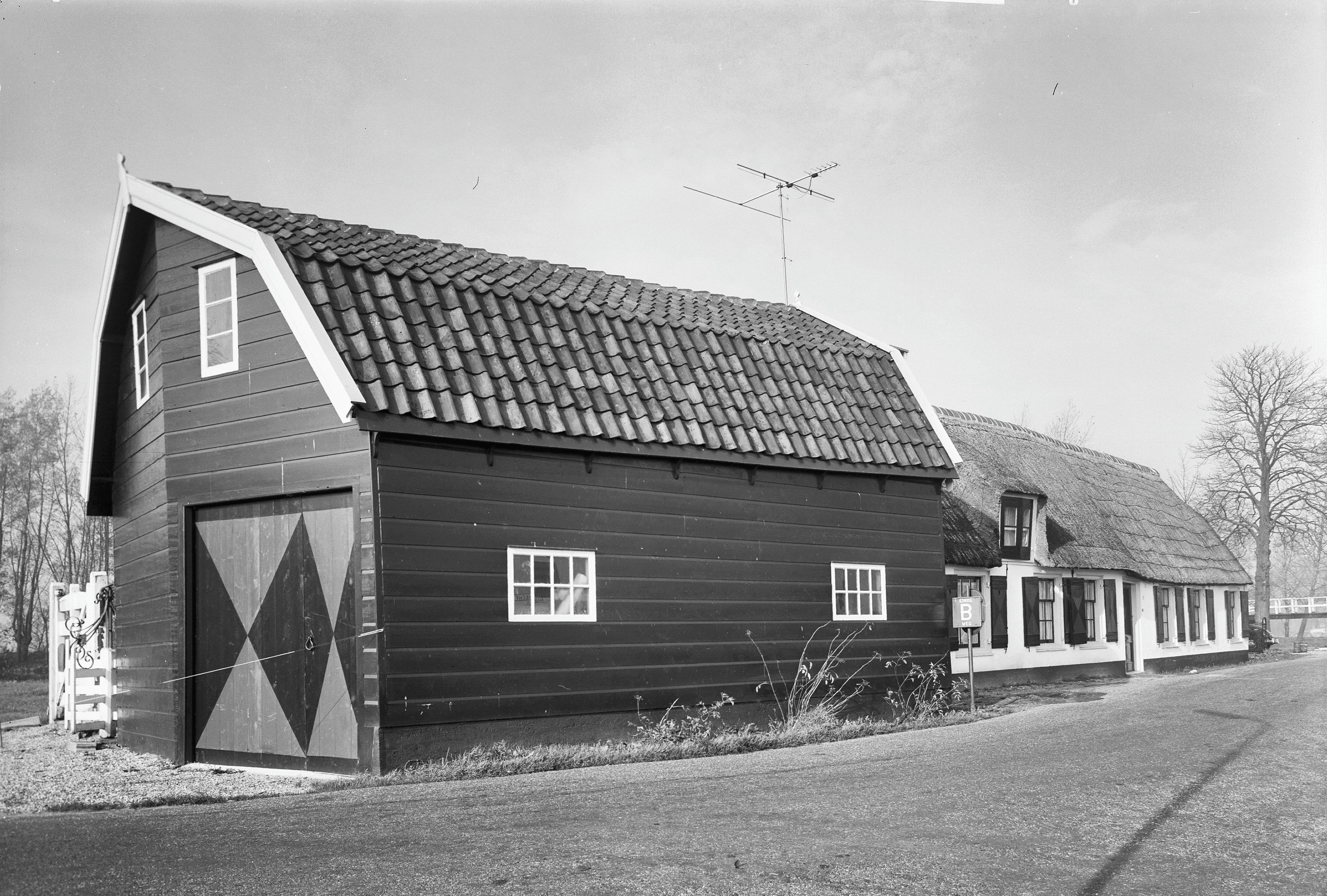
De Vink in Abcoude
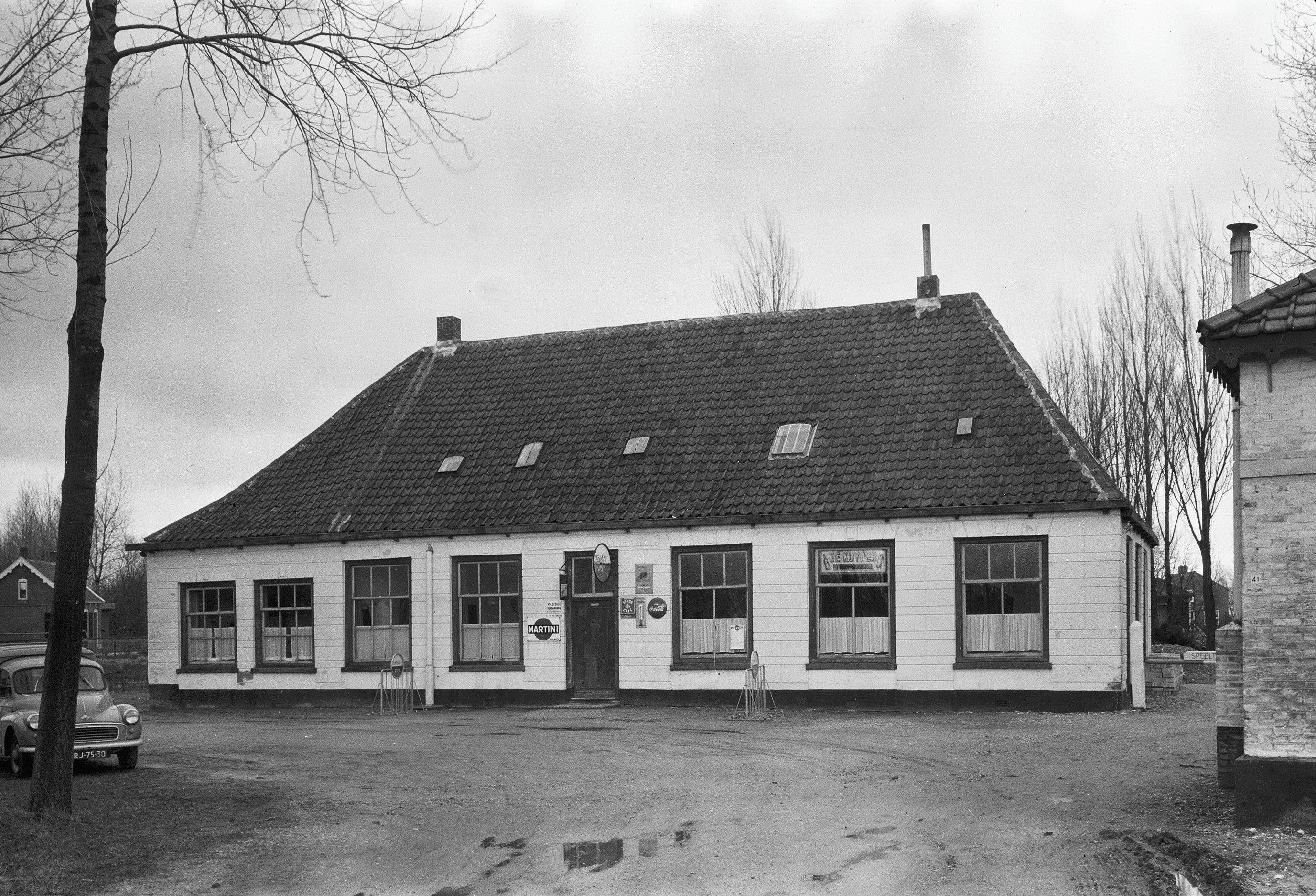
Uitspanning in Schuddebeurs